# Ya'er Lake
Ya'er Lake är en sjö i Kina. Den ligger i provinsen Hubei, i den centrala delen av landet, omkring 100 kilometer sydost om provinshuvudstaden Wuhan. Ya'er Lake ligger 21 meter över havet. Trakten runt Ya'er Lake består till största delen av jordbruksmark.
Genomsnittlig årsnederbörd är 1 963 millimeter. Den regnigaste månaden är maj, med i genomsnitt 276 mm nederbörd, och den torraste är januari, med 55 mm nederbörd.